# ناحیه ترنر، شهرستان ایتکین، مینه‌سوتا
ترنر، شهرستان ایتکین، مینهسوتا (به انگلیسی: Turner Township, Aitkin County, Minnesota) یک منطقهٔ مسکونی در ایالات متحده آمریکا است که در مینه‌سوتا واقع شده‌است.

## خصوصیات
ترنر ۹۲٫۶ کیلومترمربع مساحت و ۲۰۸ نفر جمعیت دارد و ۳۷۶ متر بالاتر از سطح دریا واقع شده‌است.